# Calinaga buddha
Calinaga buddha är en fjärilsart som beskrevs av Moore 1857. Calinaga buddha ingår i släktet Calinaga och familjen praktfjärilar. Inga underarter finns listade i Catalogue of Life.